# مندوكة بلاكبرنية
مندوكة بلاكبرنية (الاسم العلمي: Manduca blackburni) (بالإنجليزية: Blackburn's Sphinx Moth)‏ هي نوع من الحشرات تتبع جنس المندوكة من فصيلة عثث أبو الهول.